# 日本テレビ系列スポーツニュース枠
日本テレビ系列スポーツニュース枠（にほんテレビけいれつスポーツニュースわく）は日本テレビをはじめとするNNN系列にて毎日深夜に放送されているスポーツニュース番組の総称の一覧。

## 各番組の歴史
『NNNきょうの出来事』に前後する形で5分番組『NNNスポーツニュース』として放送される。1980年代に他局スポーツニュース番組が大型化ないし報道番組に吸収される中、1988年3月までこの形態が続く。
1988年4月改編で『きょうの出来事』の枠拡大とともに吸収され、他局並の情報量を持ったスポーツニュースを放送する体制が整う。
1994年4月改編より『きょうの出来事』から分離され、平日は後続するバラエティ枠とのコンプレックス編成、週末は大型スポーツワイド番組『スポーツうるぐす』となる。その後2002年4月 - 2004年3月の間は平日のみ『きょうの出来事』に内包されるも、23時台に編成していたバラエティ番組の視聴率が安定しないことから再独立、枠移動を繰り返す。
2006年10月改編より平日はニュース枠と再統合し『news zero』（開始時点では大文字表記『NEWS ZERO』）となる。この名残から当時の『スポんちゅ』セット跡地に『NEWS ZERO』のセットが建つことになる。2010年4月には週末のスポーツニュース枠もニュース枠を吸収・統合、『Going!Sports&News』となる。

## 主な番組

### 平日
23時前
- NNNスポーツニュース（ - 1969年3月28日、1972年4月3日 - 1988年4月1日）：週末は1990年3月まで継続。
- プロ野球ミニ情報（1988年4月4日 - 1989年3月31日）
- スポーツトレイン（1989年4月3日 - 1992年9月25日）
- スポーツアイランド（1992年9月28日 - 1994年4月1日）

23時以降
- NNNきょうの出来事 Sports&News（1988年4月4日 - 1994年4月1日）：最終ニュースに内包。
- どんまい!!スポーツ&ワイド（1994年4月4日 - 1995年3月31日）
- どんまい!!（1995年4月3日 - 1995年9月29日）
- TVじゃん!!（1995年10月2日 - 1996年3月29日）
- TVじゃん!!（月曜 - 木曜）/WIN（金曜）（1996年4月1日 - 1997年9月26日）
- スポーツMAX（1997年9月29日 - 2005年3月25日）
- スポーツMAX（月曜 - 木曜）、スポーツ大MAX（金曜）（2005年3月28日 - 2005年9月30日）
- スポんちゅ（月曜 - 木曜）、大スポんちゅ（金曜）（2005年10月3日 - 2006年9月29日）
- NEWS ZERO→news zero（2006年10月2日 - ）：最終ニュースに内包。

単独枠
- プロ野球ダイジェスト（夜、1960年代前半、詳細不明）

### 週末
- NNNスポーツニュース（ - 1990年4月1日）
- NNNきょうの出来事 Sports&News（1990年4月7日 - 1994年3月27日）
- スポーツうるぐす（1994年4月2日 - 2008年9月28日）
- SUPERうるぐす（2008年10月4日 - 2010年3月28日）
- Going!Sports&News（2010年4月3日 - ）

単独枠
- プロ野球ダイジェスト（夜、1960年代前半、詳細不明）
- 独占!スポーツ情報（日曜夕方、1979年4月1日 - 2000年9月24日）
- THE独占サンデー（日曜夕方、2000年10月1日 - 2002年9月29日）：夕方ニュース枠と統合。
- サンデースポーツ9（日曜夜、1983年9月11日 - 1984年9月30日）